# Vinícius Souza
Vinicius de Souza Costa (Rio de Janeiro, 17 juni 1999) is een Braziliaans voetballer die doorgaans als middenvelder speelt. Hij verruilde Sheffield United in juli 2025 voor VfL Wolfsburg.

## Carrière

### CR Flamengo
Souza groeide op in de favela's van Rio de Janeiro. Hij sloot als tiener aan in de jeugdopleiding van Flamengo. Hij speelde er in de jeugd samen met onder anderen Matheus Thuler en Lincoln, die later doorstroomden naar het eerste elftal van de club. Souza stroomde in 2019 zelf ook door naar de hoofdmacht en speelde hier enkele officiële wedstrijden voor. Naast drie competitiewedstrijden in de Série A speelde hij ook vijf wedstrijden in het Campeonato Carioca, de competitie van de Braziliaanse staat Rio de Janeiro. Souza zat op 23 november 2019 op de reservebank toen Flamengo de finale van de Copa Libertadores 2019 won.

### België
Souza, die begeleid werd door JC Soccer Talent (een initiatief van João Carlos Pinto Chaves), kon na verloop van tijd rekenen op interesse van Boavista. Hij verhuisde in oktober 2020 echter naar de Belgische tweedeklasser Lommel SK. Dat telde naar verluidt – afhankelijk van de bron – tussen de 2,5 en 3,1 miljoen euro voor hem neer. Een maand eerder had Lommel ook al Caio Roque van Flamengo gekocht. Souza speelde in zijn debuutseizoen achttien competitiewedstrijden voor Lommel, dat dat seizoen derde eindigde in Eerste klasse B.
Lommel verhuurde Souza gedurende het seizoen 2021/22 aan KV Mechelen, dat geen aankoopoptie bedong in het huurcontract. Hier groeide hij vroeg in het seizoen uit tot basisspeler. Hij speelde dat jaar 32 wedstrijden in de Eerste klasse A. Een week na zijn terugkeer verhuurde Lommel hem opnieuw, nu aan Espanyol. Hiermee speelde hij een jaar degradatievoetbal in de Primera División. Zijn Spaanse ploeggenoten en hij bleven tot en met de 26e speelronden boven de degradatiestreep, maar toen ze daar eenmaal onder zakten konden ze het tij niet meer keren.

### Sheffield United
Souza tekende in augustus 2023 voor vier seizoenen bij Sheffield United. Dat betaalde 12 miljoen euro voor hem aan Lommel. De Engelse club was toen net gepromoveerd naar de Premier League.

## Clubstatistieken
| Seizoen         | Club             | Competitie       | Competitie | Competitie | Play-offs | Play-offs | Beker | Beker | Overige | Overige | Totaal | Totaal |
| Seizoen         | Club             | Competitie       | Wed.       | Dlp.       | Wed.      | Dlp.      | Wed.  | Dlp.  | Wed.    | Dlp.    | Wed.   | Dlp.   |
| --------------- | ---------------- | ---------------- | ---------- | ---------- | --------- | --------- | ----- | ----- | ------- | ------- | ------ | ------ |
| 2019            | Flamengo         | Série A          | 3          | 0          | —         | —         | 0     | 0     | 1       | 0       | 4      | 0      |
| 2020            | Flamengo         | Série A          | 0          | 0          | —         | —         | 0     | 0     | 4       | 0       | 4      | 0      |
| 2020/21         | Lommel SK        | Eerste klasse B  | 18         | 0          | 0         | 0         | 1     | 0     | —       | —       | 19     | 0      |
| 2021/22         | → KV Mechelen    | Eerste klasse A  | 28         | 2          | 4         | 0         | 3     | 0     | —       | —       | 35     | 2      |
| 2022/23         | → Espanyol       | Primera División | 34         | 1          | —         | —         | 3     | 0     | —       | —       | 37     | 1      |
| 2023/24         | Sheffield United | Premier League   | 36         | 1          | —         | —         | 2     | 0     | —       | —       | 38     | 1      |
| 2024/25         | Sheffield United | Championship     | 17         | 0          | —         | —         | 0     | 0     | —       | —       | 17     | 0      |
| Carrière totaal | Carrière totaal  | Carrière totaal  | 136        | 4          | 4         | 0         | 9     | 0     | 5       | 0       | 154    | 4      |

1 Grabara ·
2 Fischer ·
3 Bornauw ·
4 Koulierakis ·
5 Zesiger ·
6 Vranckx ·
9 Amoura ·
10 Nmecha ·
11 Tomás ·
12 Pervan ·
13 Rogério ·
14 Białek ·
16 Kamiński ·
17 Behrens ·
18 Vavro ·
19 Majer ·
20 Baku ·
21 Mæhle ·
22 Angely ·
23 Wind ·
24 Dárdai ·
27 Arnold  ·
29 Müller ·
30 Klinger ·
31 Gerhardt ·
32 Svanberg ·
39 Wimmer ·
40 Paredes ·
Coach: Hasenhüttl